# سيرجي سوكولوف
سيرجي سوكولوف (بالروسية: Соколов, Сергей Яковлевич)‏ (و. 1897 – 1971 م) هو عالم نبات، من الإمبراطورية الروسية، ولد في بيليبي، توفي في سانت بطرسبرغ، عن عمر يناهز 74 عاماً.

## التعليم
تعلم في Saint Petersburg State Forestry University ‏.

## جوائز
حصل على جوائز منها:
- وسام لينين
- وسام العمل الشجاع في الحرب الوطنية العظمى 1941-1945
- ميدالية الدفاع عن لينينجراد [الإنجليزية]‏
- وسام شارة الشرف
- ميدالية الاستعراض الذهبية للإنجازات الاقتصادية  [لغات أخرى]‏.